# Мози, Маккензи
Маккензи Мози (англ. Mackenzie Mauzy; род. 14 октября 1988[…], Гринсборо, Северная Каролина) — американская актриса и певица.
Мози родилась в Гринсборо, Северная Каролина и будучи ребёнком начала свою карьеру на местной сцене в мюзикле «Энни», а в 2000 году переехала в Нью-Йорк, где получила роль в дневной мыльной опере «Направляющий свет». В 2006-08 годах она снималась в мыльной опере «Дерзкие и красивые», а после ухода из шоу получила роль в бродвейском мюзикле «Повесть о двух городах». С тех пор она выступала в мюзиклах Next to Normal и Giant, а также появлялась в сериалах «Закон и порядок», «C.S.I.: Место преступления» и «До смерти красива».
В 2014 году Мози получила роль Рапунцель в фильме «Чем дальше в лес», а также взяла на себя второстепенную роль в сериале «Вечность».

## Личная жизнь
C 2012 по 2014 годы была замужем за актёром Джоном Артуром Грином.

## Интересные факты
В июле 2008 года Маккензи Мози должна была принять участие в первом международном турне труппы бродвейского хита «Весеннее пробуждение». Но актриса отказалась в пользу другого бродвейского мюзикла «Повесть о двух городах», основанного на одноимённой повести Чарльза Диккенса. Действие постановки разворачивалось во время Великой французской революции. В этот проект, который в ноябре 2009 года закрыли, было вложено шестнадцать миллионов долларов.

## Фильмография
| Год       | Название на русском                 | Название на английском         | Роль            | Примечания                       |
| --------- | ----------------------------------- | ------------------------------ | --------------- | -------------------------------- |
| 2000-2002 | Направляющий свет                   | Guiding Light                  | Лиззи Сполдинг  | Дневная мыльная опера            |
| 2006      | C.S.I.: Место преступления Нью-Йорк | CSI: NY                        | Сара Батлер     | Эпизод: «Stealing Home»          |
| 2007      | Детектив Раш                        | Cold Case                      | Анна Ганден     | Эпизод: «Running Around»         |
| 2006-2008 | Дерзкие и красивые                  | The Bold and the Beautiful     | Фиби Форрестер  | Дневная мыльная опера            |
| 2009      | Закон и порядок                     | Law & Order                    | Карли Ди Гравия | Эпизод: «Crimebusters»           |
| 2010      | C.S.I.: Место преступления          | CSI: Crime Scene Investigation | Эмили Марш      | Эпизод: «Lost & Found»           |
| 2010      | До смерти красива                   | Drop Dead Diva                 | Тина Орландо    | Эпизод: «Begin Again»            |
| 2012      | Морская полиция: Лос-Анджелес       | NCIS: Los Angeles              | Эрин            | Эпизод: «Crimeleon»              |
| 2012      | Кости                               | Bones                          | Сьюбоб Мобли    | Эпизод: «The Family in the Feud» |
| 2013      | Хранитель                           | Brother’s Keeper               | Мэгги Мэллой    |                                  |
| 2014-2015 | Вечность                            | Forever                        | Эбигейл         | Второстепенная роль              |
| 2014      | Чем дальше в лес                    | Into the Woods                 | Рапунцель       |                                  |
| 2015      | Строительство                       | Construction                   | Кортни Вольфсон |                                  |